# Hrvatska kopnena vojska
Hrvatska kopnena vojska (HKoV) je grana kopnenih snaga Oružanih snaga Republike Hrvatske. Brojčano je najveća od triju grana Hrvatske vojske. HKoV je glavna snaga za obranu zemlje od vanjskih prijetnji, a osim zadaće obrane Republike Hrvatske, HKoV ima i zadaću sudjelovanja u operacijama potpore miru i humanitarnim operacijama u sklopu međunarodnih snaga, kao i zadaću sprječavanja i otklanjanja posljedica izvanrednih situacija u zemlji uzrokovanih prirodnim i tehničkim nesrećama i katastrofama.
HKoV ima postrojbe borbenih grana (mehanizirano i oklopno mehanizirano pješaštvo), grane borbene potpore (topništvo, protuzračna obrana, inženjerstvo, komunikacije, nuklearno-biološko-kemijska obrana, vojna policija i vojnoobavještajne jedinice) i službi podrške (opskrba, prijevoz, održavanje i sanitarija).

## Uloga i raspoređivanje
Osnovna misija HKoV-a je obrana suvereniteta i teritorijalne cjelovitosti Republike Hrvatske. Hrvatska vojska odgovorna je za provođenje ratnih operacija samostalno i uz potporu drugih grana, vodeći borbu na kopnu, na obali i na otocima.
U pretpostavljenoj ratnoj ili kriznoj situaciji, kopnene snage trebaju djelovati kao okosnica i glavna snaga za uspješnu provedbu obrane vlastita teritorija i za sudjelovanje u operacijama izvan zemlje u sustavu kolektivne obrane NATO-va saveza.
U ratnim situacijama Hrvatska vojska odgovorna je za provedbu zajedničkih obrambenih i napadnih operacija u obrani teritorijalne cjelovitosti Republike Hrvatske i sudjelovanje u obrani države i saveznika sukladno članku V. 

### Zadaće Hrvatske vojske
- Postizanje i održavanje optimalne razine spremnosti snaga za odvraćanje od agresije na Republiku Hrvatsku.

- Razvoj i održavanje sposobnosti sudjelovanja u zajedničkim operacijama i provedbi obrambenih i ofenzivnih operacija.
- Razvoj i održavanje sposobnosti za provedbu netradicionalnih vojnih zadaća i zadaća odgovora na asimetrične prijetnje (terorizam, nezakonita trgovina i krijumčarenje oružja za masovno uništenje, ljudi i droga).
- Razvoj i održavanje sposobnosti sudjelovanja u međunarodnim vojnim operacijama i humanitarnim operacijama u okviru međunarodnih snaga
- Sudjelovanje u međunarodnim vojnim operacijama potpore miru.
- Sudjelovanje u potpori savezničkim snagama u Hrvatskoj.
- Sudjelovanje u aktivnostima kontrole oružja i izgradnja povjerenja i sigurnosnih mjera.
- Razvoj i održavanje sposobnosti sudjelovanja u podršci pružanju pomoći civilnim institucijama u zemlji u kriznim situacijama, zaštiti i spašavanju te u podršci civilnom društvu.
- Komunikacijska i informacijska podrška Oružanim snagama Republike Hrvatske.

### Nedavne i trenutne operacije

#### Organizacija Sjevernoatlantskog ugovora (NATO)[5]
Hrvatska vojska od 2015. godine doprinosi sljedećim misijama NATO-a:
- NATO-ove EFP borbene skupine (Mađarska i Poljska)
- Operacija Odlučna potpora (Afganistan)
- Međunarodne snage za sigurnost i pomoć NATO-a (ISAF) (Afganistan)
- Operacija Potpora miru (Kosovo)
- Misija NATO-a u Iraku
- Operacija Sea Guardian u Sredozemnom moru

#### Ujedinjeni narodi (UN)[6]
Hrvatska vojska od 2017. godine bila je uključena u sljedeće misije UN-a:
- Misija UN-a za referendum u Zapadnoj Sahari
- Privremene snage UN-a u Libanonu
- UN-ova vojna promatračka skupina u Indiji i Pakistanu

Hrvatska vojska je u prošlosti pridonijela i:
- Promatračka misija UN-a u Gruziji
- Misija UN-a za potporu Istočnom Timoru
- Misija UN-a u Sijera Leoneu
- Misija UN-a u Etiopiji i Eritreji
- Misija UN-a u Južnom Sudanu
- Misija UN-a u Liberiji
- Misija UN-a na Cipru

## Povijest
Hrvatska vojska svoj dan obilježava 28. svibnja u spomen na dan kada su pripadnici 1., 2., 3. i 4. brigade Zbora narodne garde postrojeni i položili prisegu na stadionu NK Zagreba u Kranjčevićevoj ulici u Zagrebu.  Organizacija prvih postrojbi ZNG-a uslijedila je nakon "Krvavog Uskrsa" 1991. godine, kada je postalo očito da će se Republika Hrvatska morati braniti organiziranim vojnim snagama. Prvim postrojbama kopnenih snaga Hrvatske vojske smatraju se prve postrojbe nacionalne vojske, a iz njihovih aktivnih jezgri proizašle su gardijske brigade: 1. gardijska brigada "Tigrovi", 2. gardijska brigada "Gromovi", 3. gardijska brigada "Kune" i 4. gardijska brigada "Pauci". Te su postrojbe tijekom Domovinskog rata bila okosnica i glavni nositelj svih operacija koje je izvodila Hrvatska vojska. Pripadnici stražarskih brigada borili su se na bojištima diljem Republike Hrvatske tijekom najtežih borbi i odlučujućih trenutaka u Domovinskom ratu, a zajedno s pripadnicima pričuvnih pješačkih brigada, koje su također osnovane 1991. godine, sudjelovali su u borbama za Vukovar, Dubrovnik, Zadar, Karlovac, Gospić, Novsku i Okučane, u borbama za očuvanje državnih granica u Posavini, Banovini, Lici, na istoku u Slavoniji i na jugu u zaleđu Zadra, Šibenika i Dubrovnika. Profesionalni i pričuvni pripadnici kopnenih snaga Hrvatske vojske sudjelovali su i bili glavna snaga i potpora u pripremi i provedbi operacija poput operacije "Spaljena zemlja" 1992., operacije "Maslenica" 1993. i oslobodilačkih operacija 1995. koje su konačno dovele do oslobođenja okupiranog teritorija i uspostave cjelovitosti Republike Hrvatske. Svojom snagom i umijećem ratovanja uložili su najveći napor i proslavili kao pobjednike u operacijama "Bljesak", "Ljeto '95" i "Oluja".  Nakon pobjede u "Oluji", uslijedile su operacije "Maestral" i "Južni potez". Završnim operacijama 1995. godine uspostavljena je vojna ravnoteža snaga u regiji, a protivnička strana morala je izravno priznati hrvatsku vojnu silu, a taj odnos snaga prisilio je protivničku stranu na mirno rješenje reintegracije hrvatskog Podunavlja.
Iz Hrvatske narodne garde proizašle su brojne postrojbe Hrvatske vojske, uključujući:
- 1. hrvatski gardijski zbor
- 1. gardijska brigada "Tigrovi"
- 2. gardijska brigada "Gromovi"
- 3. gardijska brigada "Kune"
- 4. gardijska brigada "Pauci"
- 7. gardijska brigada "Pume"
- Hrvatska 104. brigada
- 204. vukovarska brigada

Završetkom Domovinskog rata kopnene snage Oružanih snaga Republike Hrvatske započinju svoju transformaciju, redukciju i prijelaz u mirnodopsku organizaciju s teritorijalnim načelom obrane.
Krajem 2002. godine započelo je formiranje Hrvatske kopnene armije kao jedne od grana Oružanih snaga Republike Hrvatske. Na čelu postrojbe je general-pukovnik Marijan Mareković, koji je ujedno i njezin prvi zapovjednik i tu je dužnost obnašao do 19. ožujka 2007. godine.
Ubrzo nakon ustroja postrojbe HKov, osim osnovnih zadaća u obrani suvereniteta Republike Hrvatske, dobivaju i zadaće sudjelovanja u međunarodnim operacijama pod vodstvom NATO-a i misijama UN-a.
Hrvatska vojska je 2007. godine reorganizacijom napustila strukturu korpusa i teritorijalni princip obrane, a od četiri brigade osnovane su dvije sa zapovjedništvom u Vinkovcima i Kninu.

## Zapovjednici
1. Marijan Mareković (31. prosinca 2002. – 19. ožujka 2007.)
2. Mladen Kruljac (19. ožujka 2007. – 10. srpnja 2011.)
3. Dragutin Repinc (11. srpnja 2011. – 1. listopada 2014.)
4. Mate Ostović (1. listopada 2014. – 31. prosinca 2017.)
5. Siniša Jurković (31. prosinca 2017. – 15. ožujka 2020.)
6. Boris Šerić (15. ožujka 2020. – 23. listopada 2023.)
7. Tihomir Kundid (23. listopada 2023. – 22. srpnja 2024.)
8. Blaž Beretin (22. srpnja 2024. – danas)

## Organizacijska struktura i status

### Operativna i taktička doktrina
Hrvatska vojska je dobrovoljačka snaga koja od 2020. godine broji 7000 djelatnika i 150 državnih službenika i namještenika.  Vojska također može pozvati 6000 pričuvnog osoblja koje služi do 30 dana svake godine.
Dvije glavne borbene formacije Hrvatske vojske su Gardijska oklopno-mehanizirana brigada koja je pak podijeljena na jednu tenkovsku bojnu koja je opremljena glavnim borbenim tenkovima M-84A4 Snajper, jednu oklopnu bojnu koja je dopunjena glavnim borbenim tenkovima M-84A4 Snajper, kao i borbenim vozilima pješaštva M80A1 te dvije mehanizirane bojne naoružane BVP-ovima M80A1. Druga glavna borbena postrojba Kopnene vojske su Gardijska mehanizirana brigada podijeljena s tri mehanizirane bojne opremljene oklopnim transporterima Patria CRO i jednom motoriziranom bojnom opremljenom vozilima Oshkosh M-ATV. Obje brigade opremljene su jednom topničkom bojnom, bojnom protuzračne obrane, inženjerijskom bojnom, jednom izviđačkom satnijom, satnijom za vezu, kao i jednom logističkom satnijom.
Takva jedinstvena organizacijska struktura glavnih borbenih formacija, koje se organiziraju kao male, vrlo sposobne snage s naglaskom na mobilnost, svestranost i kvalitetu, ima jasan cilj da budu sposobne biti brzo raspoređene i djelovati s visokim stupnjem fleksibilnosti kao dio većih multinacionalnih borbenih snaga. Da bi takva organizacijska struktura funkcionirala, mora biti raspoređena s visokom razinom obuke i opremljena modernim sustavima naoružanja koji stavljaju naglasak na preciznost, brzu mobilnost i interoperabilnost s drugim partnerima NATO-a. U tu svrhu, Hrvatska vojska također je intenzivno obučavala sa svojim NATO partnerima na brojnim godišnjim vježbama kao što su, između ostalih, "SHIELD", "Immediate response", "SAVA STAR"  te je bila dio NATO-ove pojačane prednje prisutnosti.

### Pričuvna komponenta Hrvatske vojske
Pričuvne postrojbe bile su jedan od temelja na kojima je izgrađena Hrvatska vojska u Domovinskom ratu. Domobranstvo je obnovljeno i postalo je posebni dio Hrvatske vojske kao pričuvni sastav te je podvrgnuto jedinstvenom sustavu zapovijedanja. Nakon rata Domobranstvo je raspušteno i demobilizirano, a 2003. godine, preustrojem OSRH, Domobranstvo se ukida.
Nakon što je nakon ulaska u NATO pakt Hrvatska nekoliko godina imala jedino djelatne postrojbe od ukupnih oko 16 tisuća ljudi, 2014. godine je odlučeno da se krene s ponovnim ustrojavanjem rezervne komponente, jačine oko 20 tisuća ljudi formiranih u više pukovnija. 2015. godine donijet je Pravilnik o ugovornoj pričuvi, kojim je predviđeno da pričuvnici koji su raspoređeni u postrojbe dobivaju svakog mjeseca naknadu za pripravnost, a za vrijeme provedeno na osposobljavanju ili na drugoj vojnoj službi dobivaju onakvu plaću kakvu primaju i drugi vojnici.
Nakon što se 2017. krenulo s popunjavanjem planiranih 6 pričuvnih pješačkih pukovnija sa sjedištima u Zagrebu, Osijeku, Karlovcu, Puli, Splitu i Dubrovniku, u 2018. godini najprije je ustrojeno šest pričuvnih postrojbi drugih rodova vojske: 2 topničko-raketne pukovnije, 1 pukovnija protuzračne obrane, 1 logistička pukovnija, te po 1 bojna inženjerija i veze (s ukupno 5431 razvrstanih pričuvnika). Krajem godine pristupilo se obuci također i pripadnika pričuvnih pješačkih pukovnija, te se u narednom razdoblju pozivalo pričuvnike na kraće vojne vježbe radi njihovog osposobljavanja na dužnosti na koje su raspoređeni. 2019. godine je u 6 pričuvnih pješačkih pukovnija raspoređeno 9000 pričuvnika.
Glavni načelnik stožera OSRH Robert Hranj 2020. godine govori o planovima da se u narednom razdoblju uz domobranske pričuvne postrojbe ustrojene po teritorijalnom načelu ustroji također i stanovitu operativnu pričuvu, čije će postrojbe biti manje, ali će se odlikovati višim stupnjem spremnosti i razvijati sposobnost za izvođenje svih vrsta zadaća, od podrške civilnim institucijama na cjelokupnom području Republike Hrvatske do borbenih zadaća.
Zbog rusko-ukrajinskog rata i intenzivne regionalne sigurnosti postalo je očito da trenutna vojna organizacija zahtijeva značajnu reorganizaciju. Ono što ova reorganizacija podrazumijeva je formiranje 3. (pričuvne) mehanizirane brigade koja će morati biti potpuno opremljena i spremna za raspoređivanje u trenutku.

### Redoslijed bitke[13]
- Zapovjednik HKoV-a
  - Zapovjedništvo kopnenih snaga (Karlovac)[26]
  - Dom zapovjedništva
    -  Gardijska oklopno-mehanizirana brigada – (Vinkovci)
      - Zapovjedna satnija (Vinkovci)
      - Tenkovska bojna "Kune" (Đakovo)
      - 1. oklopno-mehanizirana bojna "Sokolovi" (Našice)
      - 2. oklopno-mehanizirana bojna "Pume" (Varaždin)
      - Topničko-raketna bojna (Bjelovar)
      - Bojna protuzračne obrane (Vinkovci)
      - Inženjerijska bojna (Vukovar)
      - Vojno-obavještajna satnija (Vinkovci)
      - Satnija Veze (Vinkovci)

    -  Gardijska mehanizirana brigada – (Knin)
      - Zapovjedna satnija (Knin)
      - 1. mehanizirana bojna "Tigrovi" (Petrinja)
      - 2. mehanizirana bojna "Gromovi" (Petrinja)
      - 3. mehanizirana bojna "Pauci" (Knin)
      - Motorizirana bojna "Vukovi" (Gospić)
      - Topničko-raketna bojna (Karlovac/Slunj)
      - Bojna protuzračne obrane (Benkovac)
      - Inženjerijska bojna (Sinj)
      - Vojno-obavještajna satnija (Knin)
      - Satnija Veze (Knin)

    -  Zapovjedništvo za obuku i doktrinu "Fran Krsto Frankopan" (Osijek)[27]
      - Zapovjedna satnija (Osijek)
      - Dom zapovjedništva (Osijek)
      - Središte za obuku pješaštva i oklopništva (Požega/Đakovo)
      - Središte za borbenu obuku (Slunj)
      - Simulacijsko središte (Zagreb)
      - Središte za razvoj vođa "Marko Babić" (Udbina)
      - Središte za međunarodne vojne operacije „Josip Briški” (Rakitje)
      - Pričuvne pukovnije
        - 1. Pješačka pukovnija (Zagreb)
        - 2. Pješačka pukovnija (Osijek)
        - 3. Pješačka pukovnija (Karlovac)
        - 4. Pješačka pukovnija (Pula)
        - 5. Pješačka pukovnija (Split)
        - 6. Pješačka pukovnija (Dubrovnik)
        - 2. Topničko-raketna pukovnija (Knin)

    - Pukovnija protuzračne obrane (Zadar)
      - Zapovjednička baterija (Zemunik)
      - 1. mješovita bojna (Zemunik)
      - 2. mješovita bojna (Udbina)
      - 3. mješovita bojna (Zagreb)

    - Inženjerijska pukovnija (Osijek/Karlovac)
    - Topničko-raketna pukovnija (Bjelovar)
    - Bojna NBKO-a (Velika Gorica)
    - Bojna veze (Velika Gorica)

### Poligoni
- Vojni poligon "Eugen Kvaternik" (Slunj)
- Vojni poligon Crvena zemlja (Knin)
- Vojni poligon Gašinci (Đakovo)